# HMS Premier (D23)
HMS Premier (D23), nguyên là tàu sân bay hộ tống USS Estero (CVE-42) thứ nhất (ký hiệu lườn ban đầu AVG-42 và sau đó là ACV-42) của Hải quân Hoa Kỳ thuộc lớp Bogue, được chuyển cho Hải quân Hoàng gia Anh Quốc và đã hoạt động trong Chiến tranh Thế giới thứ hai.
Estero được đặt lườn vào ngày 31 tháng 10 năm 1942 tại xưởng đóng tàu của hãng Seattle-Tacoma Shipbuilding ở Seattle, Washington; nó được hạ thủy vào ngày 22 tháng 3 năm 1943, được đỡ đầu bởi Bà C. N. Ingraham, và được xếp lại lớp với ký hiệu lườn CVE-42 vào ngày 15 tháng 7 năm 1943. Sau khi hoàn tất vào tháng 10 năm 1943, Estero được chuyển cho Anh Quốc vào ngày 3 tháng 11 theo chương trình Cho thuê-cho mượn, được đổi tên thành HMS Premier (D23), và đã hoạt động trong chiến tranh như một chiếc thuộc lớp Ameer.
Premier phục vụ như một tàu sân bay hộ tống chống tàu ngầm tại các vùng biển châu Âu, cũng như là một tàu sân bay vận chuyển. Sau chiến tranh, nó được hoàn trả cho Hoa Kỳ vào ngày 2 tháng 4 năm 1946, được rút khỏi danh sách Đăng bạ Hải quân vào ngày 21 tháng 5 năm 1946, rồi được bán để hoạt động hàng hải thương mại tư nhân vào năm 1947 dưới tên gọi Rhodesia Star, sau đó đổi tên thành Hong Kong Knight. Nó được tháo dỡ tại Đài Loan vào năm 1974.